# Effektiver Akzelerationismus
Der Effektive Akzelerationismus (englisch: Effective accelerationism), abgekürzt e/acc, ist eine in den 2020er Jahren im Internet entstandene philosophische Bewegung. Anhänger der Philosophie möchten eine möglichst schnelle und unbegrenzte Entfaltung von technologischem Fortschritt, besonders von künstlicher Intelligenz (KI). Die Bewegung hat utopische Untertöne und argumentiert, dass die Menschheit ihre technologische Entwicklung beschleunigen sollte, um Bewusstsein im gesamten Kosmos zu verbreiten und damit den „thermodynamischen Willen“ des Universums zu verwirklichen. Anfangs auf das Internet beschränkt, wurde später auch in Leitmedien über die Bewegung und ihre Ideen berichtet.

## Grundüberzeugungen
e/acc ist dem Technologieoptimismus zuzuordnen, welcher technologischen Fortschritt als nahezu uneingeschränkt positiv ansieht. Die Bewegung grenzt sich damit vom Luddismus, bzw. neueren Ausprägungen davon ab, welcher versucht, technologische Neuerungen aufzuhalten oder zu beschränken. Anhänger von Degrowth oder ähnlichen Bewegungen werden häufig von ihr als „decels“ (von Deceleration) verspottet. Auch von dem Effektiven Altruismus bzw. Longtermism grenzt sich e/acc ab, auch wenn einige philosophische Grundpositionen und Ziele ähnlich sind. Da zahlreiche Anhänger des Effektiven Altruismus sich für stärkere staatliche Regulierung von KI einsetzten, werden sie von Anhängern von e/acc als „Doomer“ (von Doom) bezeichnet. Der effektive Akzelerationismus enthält Elemente älterer Silicon-Valley-Subkulturen wie dem Transhumanismus und den Ideen von Ray Kurzweil, die in ähnlicher Weise den Wert des Fortschritts betonten, sowie der Arbeit der Cybernetic Culture Research Unit von Nick Land.
Laut Guillaume Verdon, einem der Gründer der Bewegung, ist es das Ziel der menschlichen Zivilisation, „den Kardashev-Gradienten zu erklimmen“, was bedeutet, dass die menschliche Zivilisation auf der Kardashev-Skala auf die nächste Stufe aufsteigt, indem sie die Energienutzung maximiert. Ein Schlüssel zur Erreichung dieses Ziels ist die Entwicklung von Artificial General Intelligence (AGI) und Superintelligenz. Die Verlangsamung und die Verhinderung von solcher Technologie sehen Anhänger der Bewegung als Katastrophe an. Sie glauben häufig nicht an existenzielle KI-Risiken oder sehen diese als vernachlässigbar gegenüber den Chancen der Technologie. Auch eine starke Regulierung der Technologie durch Regierungen und eine Beschränkung des freien Marktes wird weitgehend abgelehnt. KI sollte stattdessen möglichst dezentral entwickelt werden und das AI-Alignment dem Markt überlassen werden. Das kapitalistische Marktsystem wird dabei selbst als eine Form von Intelligenz gesehen, welche dem Wachstum der Zivilisation dient. Deshalb ist die Beschleunigung des „Technokapitals“ das Ziel der Bewegung. Bürokratische und technokratische Kontrolle und zentrale Steuerung von komplexen Systemen wird abgelehnt. Stattdessen würde ein selbststeuerndes, dynamisches System mit hoher Varianz auch zum „besten“ Ergebnis für das Bewusstsein im Universum führen.
Die Begründer der Bewegung sehen ihre Wurzeln in Jeremy Englands Theorie über den Ursprung des Lebens, die auf Entropie und Thermodynamik Bezug nimmt. Effektiver Akzelerationismus zielt darauf ab, dem "Willen des Universums" zu folgen. Das bedeutet "sich an die thermodynamische Tendenz zu einer Zukunft mit größeren und intelligenteren Zivilisationen anzulehnen, welche effektiver darin sind, freie Energie aus dem Universum zu finden/zu extrahieren und sie in immer größerem Maßstab in Nutzen umzuwandeln". Indem sich das Leben im gesamten Universum ausbreitet und das Leben immer mehr Energie verbraucht, würde der Zweck des Universums erfüllt. Verdon sieht in technologischem Fortschritt und der kosmischen Expansion die Möglichkeit,  "die nächste Evolution des Bewusstseins einzuleiten und unvorstellbare Lebensformen der nächsten Generation zu schaffen. Laut Verdon empfindet e/acc dabei "keine besondere Loyalität gegenüber biologischen Substraten für Intelligenz und Leben". Hauptsache sei, dass sich Bewusstsein und Intelligenz im Universum ausbreite.

## Ursprung und Geschichte
Während Nick Land als der intellektuelle Urheber des zeitgenössischen Akzelerationismus im Allgemeinen gilt, bleiben die genauen Ursprünge des effektiven Akzelerationismus unklar. Als Inspiration dienten Technologieunternehmer wie Elon Musk oder Jeff Bezos, welche beide eigene Raumfahrtunternehmen gegründet haben. Bezos verkündete, er wünsche „sich eine Billion Menschen in unserer Galaxie, die auf riesigen Raumstationen leben“ und dass es „tausend Mozarts und tausend Einsteins“ gäbe.
Ideen der Bewegung wurden auf der Plattform Twitter von anonymen Accounts verbreitet. Der früheste bekannte Hinweis auf die Bewegung geht auf einen Newsletter zurück, der im Mai 2022 von vier pseudonymen Autoren auf der Bloggingplattform Substack veröffentlicht wurde, die unter ihren X (früher Twitter)-Benutzernamen @BasedBeffJezos, @bayeslord, @zestular und @creatine_cycle bekannt sind. Im Juli 2022 veröffentlichten „Beff Jezos“ und „Bayeslord“ die „Prinzipien und Grundsätze“ von e/acc. Forbes enthüllte im Dezember 2023, dass die Persona @BasedBeffJezos von Guillaume Verdon, einem kanadischen ehemaligen Google-Ingenieur für Quantencomputer und theoretischen Physiker, unterhalten wird. Die Zeitschrift begründete ihre Entscheidung, Verdons Identität preiszugeben, damit, dass dies „im öffentlichen Interesse“ liege.
Das Techno-Optimist Manifesto („Das Techno-Optimistische Manifest“) des Silicon-Valley-Investors Marc Andreessen im Oktober 2023 wurde mit e/acc in Verbindung gebracht. Es spricht sich für die Beschleunigung von „Technokapital“ aus und bezeichnet Technologie als befreiend für „das menschliche Potenzial, die menschliche Seele und den menschlichen Geist“. Als Feinde des Fortschritts identifiziert er dabei Nietzsches „Letzten Menschen“ und schlechte Ideen, darunter fallen für ihn u. a. die Sustainable Development Goals (SDG) der Vereinten Nationen (UN), Corporate Social Responsibility (CSR), Stakeholderkapitalismus, Risikomanagement, das Vorsorgeprinzip, sowie die Grenzen des Wachstums.

## Rezeption
Anhänger hat die Bewegung insbesondere im Silicon Valley gefunden, wobei es zu einer Spaltung zwischen den Anhängern von e/acc und den „Doomern“ gekommen sein soll. So soll es eine solche Spaltlinie auch bei dem KI-Unternehmen OpenAI geben. Eine Reihe hochrangiger Persönlichkeiten aus dem Silicon Valley, darunter die Investoren Marc Andreessen und Garry Tan, haben sich ausdrücklich für die Bewegung ausgesprochen, indem sie „e/acc“ zu ihren öffentlichen Profilen in den sozialen Medien hinzugefügt haben. Auch der Investor und Unternehmer Martin Shkreli gilt als Anhänger.
Auf dem Reagan National Defense Forum 2023 warnte US-Handelsministerin Gina Raimondo davor, die mit der „effektiven Akzeleration“ verbundene Mentalität des „move fast and break things“ zu übernehmen. Sie betonte die Notwendigkeit, im Umgang mit KI Vorsicht walten zu lassen.
In den Medien wurde e/acc als „Kult“ und „Ideologie“ bezeichnet. Technologieunternehmern wie Andreessen wurde vorgeworfen, mit der Förderung von e/acc vorwiegend eigene wirtschaftliche Interessen zu verfolgen und sich in seinem „Techno-Optimistischen Manifest“ auf reaktionäre Denker wie Nick Land und den italienischen Protofaschisten und Futuristen Filippo Tommaso Marinetti zu beziehen. Das Handelsblatt charakterisierte dieses als Mischung aus „Leni Riefenstahl, George Orwell und Arnold Schwarzenegger“.
Der posthumanistischen Ideologie von e/acc wurde vorgeworfen, gleichgültig gegenüber dem Schicksal der Menschheit zu sein.